# Устюба (посёлок)
Устюба (баш. Өстүбә разъезы) — упразднённый в 2002 году посёлок разъезда в Буздякском районе Республики Башкортостан Российской Федерации. Входил в состав Капей-Кубовского сельсовета. В 2002 посёлок присоединился к с. Большая Устюба.

## География
Располагался в 13 км к западу от райцентра и ж.-д. ст. Буздяк, возле реки Картауш.

## История
Основан в 1930-е гг. на участке Бугульма-Чишмы Московско-Казанской (ныне Куйбышевской) железной дороги как ж.-д. будка.
С 1950-х гг. учитывался как посёлок разъезда Устюба.
В 2002 году присоединён к селу Большая Устюба.
В 1930—1950-е гг. находился в составе Шланлыкулевского сельсовета, в 1960-е — Большеустюбинского сельсовета.

## Население
В 1939 — 9 человек, в 1959 — 58, в 1969 — 76, в 1989 — 33.
Население на 2002 год составляло 19 человек (преобладающие национальности — татары (47 %), башкиры (32 %)).